# Nigel de Aubigny (Mowbray)
No confundir con Nigel de Aubigny (m. 1107)
Nigel de Aubigny también Nele de Albine y Nigel de Daubeney (c. 1072-1129), fue un noble anglonormando, señor de Aubigny y de Mowbray. Hijo de Roger Pincerna d'Aubigny (c. 1036-1084) y de Amicia Adeliza de Mowbray (c. 1046-1100). Es el primer referente de la familia de Mowbray.
Fue uno de los nobles más favorecidos de Enrique I de Inglaterra. Entró al servicio de la corte real como caballero siendo hermano de Guillermo de Aubigny, mayordomo del rey tras la batalla de Tinchebray (1106). Nigel fue recompensado por Enrique con una dama normanda en matrimonio, así como propiedades de varios hombres, principalmente de Robert de Stuteville, un rebelde de Tinchebray despojado de sus propiedades, encarcelado y fallecido en prisión. El honor de Mowbray se convirtió en una de las propiedades más ricas de la Inglaterra normanda. Desde 1107 hasta aproximadamente 1118, Nigel sirvió como funcionario real en Yorkshire y Northumberland. En la última década de su vida viajó con frecuencia con Enrique I, muy probablemente como uno de los asesores militares y administrativos de confianza. 
Según el Libro Domesday (1086), Nigel de Aubigny poseía grandes propiedades en Bedfordshire, Buckinghamshire, Leicestershire y Warwickshire. Fue arquero real, portador del arco del rey Guillermo Rufus entre 1087 y 1100.
Ordenado caballero por la espada en 1100. Participó en la batalla de Tinchebray el 28 de septiembre de 1106 al lado de Enrique I contra su hermano Roberto Curthose. Fue Nigel quien mató el caballo que montaba Roberto, derribándole y llevándole frente al rey. Recibió, por sus servicios, una concesión real de las tierras confiscadas de su tío materno, Robert de Mowbray, conde de Northumberland, tanto en Normandía como en Inglaterra; como también sus castillos, el castillo de Bayeux y sus dependencias. Nigel tuvo no menos de 120 honores en Normandía, y otros tantos en Inglaterra; convirtiéndose así en una de las personas más poderosas del reino. Murió en Normandía, posiblemente retirado como monje en la abadía de Bec.

## Herencia
Se casó con Maud [Mathilde] de l'Aigle (c. 1075-1129), hija de Richer de L'Aigle, tras recibir permiso del Papa Pascual II, entre el 13 de agosto de 1099 y el 18 de noviembre de 1105, ya que su marido Robert de Mowbray todavía estaba vivo, pues se rebeló contra Guillermo Rufus y acabó en prisión. Fue repudiada en 1118 por motivos de consanguinidad. No consta descendencia en común.
EL rey Enrique I recomendó posteriormente el matrimonio con Gundreda de Gournay (m. 1155), hija de Gerard de Gournai y Edith de Warenne, en junio de 1118. Fruto de esa segunda relación nacieron varios hijos:
- Hamon d'Aubigny (c. 1100-1203);
- Robert d'Aubigny (c. 1114-1191);
- Gundred [Alice] d'Aubigny (c. 1125-?);
- Henry de Albini [d'Aubigny];
- Richard de Albini [d'Aubigny];
- Roger I de Mowbray (d'Aubigny), de Masham (c. 1120-1188).